# Bahar Pars

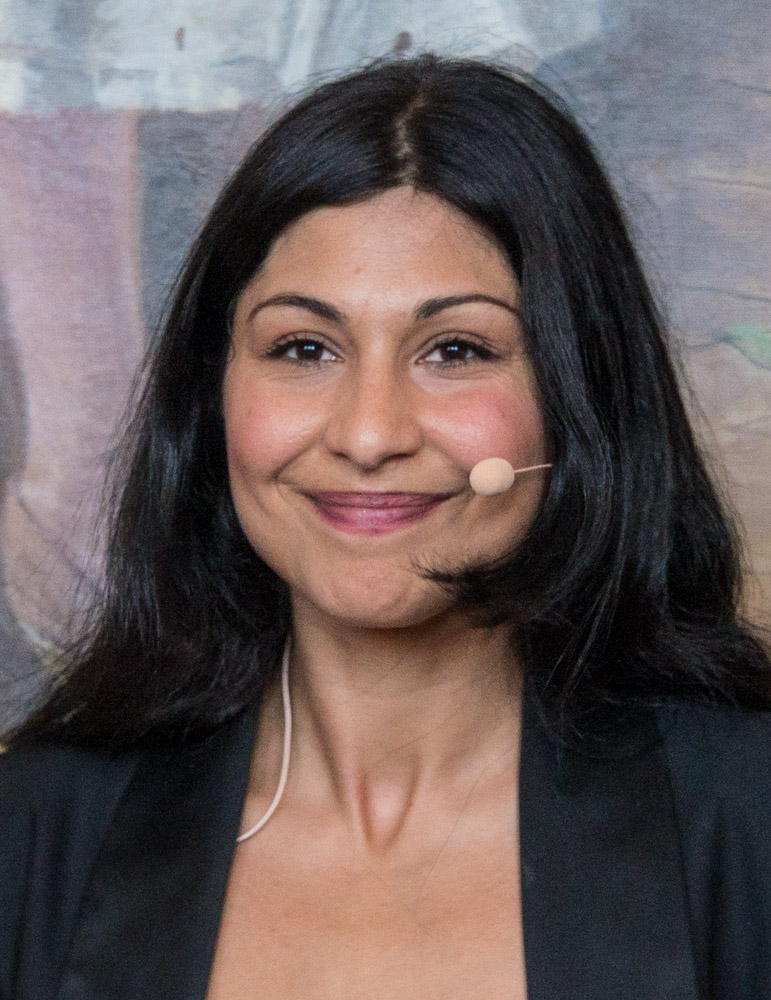
Bahar Pars (2015)

Bahar Pars (persisch بهار پارس; * 28. März 1979 in Schiras, Iran) ist eine iranisch-schwedische Schauspielerin und Filmregisseurin.

## Leben
Bahar Pars wurde 1979 in Schiras geboren. Nach dem Ersten Golfkrieg kam die Familie nach Trelleborg in Schweden.
Zwischen 2003 und 2007 studierte sie Schauspielerin an der Teaterhögskolan in Stockholm. 2006 hatte sie ihr Filmdebüt. Zwischen 2015 und 2025 führte sie beim fünf Kurzfilmen Regie und bei vier schrieb sie das Drehbuch.
2015 war sie für den Guldbagge als beste Nebendarstellerin nominiert und 2023 als beste Hauptdarstellerin.
Sie hat eine Tochter mit Theaterregisseur Linus Tunström.

## Filmografie
- 2006: Bei Einbruch der Dunkelheit (När mörkret faller)
- 2008: Åkalla
- 2008: Kungamordet
- 2009: Knäcka
- 2010: Drottningoffret
- 2010: Kommissarie Winter
- 2010: Fredlösa
- 2010: Händelse vid bank
- 2014: Den fjärde mannen
- 2015: Ein Mann namens Ove (En man som heter Ove)
- 2015: Arne Dahl: En midsommarnattsdröm
- 2016: Finaste familjen
- 2016: Vårdgården
- 2016: Zon 261
- 2017: Syrror
- 2018: Svartsjön
- 2018: Operation Ragnarök
- 2022: Das Jahr, in dem ich zu masturbieren begann (Året jag slutade prestera och började onanera) auch Drehbuch
- 2022: Kagefabrikken
- 2023: Konferensen
- 2024: Håndtering av udøde
- 2025: Eine Kopenhagener Liebesgeschichte